# Кетологија
Кетологија (од стгрч. , транслит.  — „кит” и λογία, транслит. logia — „наука”) је грана науке о морским сисарима која проучава око осамдесет врста китова, делфина и плискавица у научном реду Cetacea. Кетолози, или они који се баве кетологијом, настоје да разумеју и објасне еволуцију китова, дистрибуцију, морфологију, понашање, динамику заједнице и друге теме.
У Мериам-Вебстеровом речнику енглеског језика, термин се помиње од око 1828. године. У Моби Дику, или Белом киту, класичном роману америчког писца и морепловца Хермана Мелвила, објављеном 1851. године, његово 52. поглавље носи наслов „Kетологија“, где се појам помиње од 1820. године.

## Историја
Запажања о Китовима су забележена барем од класичних времена. Древни грчки рибари су направили вештачки зарез на леђном перају делфина уплетених у мреже како би могли да их разликују годинама касније.
Пре отприлике 2.300 година, Аристотел је пажљиво водио белешке о китовима док је путовао чамцима са рибарима у Егејском мору. Аристотел је био један од првих који је китове и делфине препознао као сисаре. У својој књизи (History of Animals) Историја животиња, Аристотел је био довољно пажљив да направи разлику између китови усани и китови зубани, што је таксономско раздвајање које се и данас користи. Такође је описао уљешуре и обичног делфина, наводећи да они могу да живе најмање двадесет пет или тридесет година. Његово достигнуће је било изузетно за своје време, јер је и данас веома тешко проценити животни век напредних морских животиња. Након Аристотелове смрти, велики део знања које је стекао о китовима је изгубљен, да би био поново откривен током ренесансе .
Многи средњовековни текстови о китовима потичу углавном из Скандинавије и Исланда, већина их је стигла средином 13. века. Један од познатијих је Speculum Regale. У овом тексту су описане различите врсте које су живеле око острва Исланда . Помињу се орке које су имале зубе налик псима и који би показали исту врсту агресије према другим китовима као што би дивљи пси показали према другим копненим животињама. Текст је чак илустровао технику лова на орке, који се данас зову орке. Спецулум Регале описује друге китове, укључујући уљешуре и нарвале. Много пута су виђени као страшна чудовишта, попут убица људи и разарачи бродова. Чак су носили и чудна имена као што су "свињски кит", "коњ кит" и "црвени кит". Али нису за сва описана створења речено да су жестока. Видело се да су неки добри, као што су китови који су терали јата харинги према обали. Ово се сматрало веома корисним за рибаре.
Многе од раних студија биле су засноване на мртвим примерцима и митовима. Мало информација које се прикупљало је обично била дужина и груба анатомија спољашњег тела. Пошто ове животиње живе у води цео живот, рани научници нису имали технологију да даље проучавају ове животиње. Тек у 16. веку ствари су почеле да се мењају. Тада би се показало да су китови пре сисари него рибе.
Аристотел је тврдио да су сисари. Али Плиније Старији је изјавио да су то рибе, а то су пратили многи природњаци. Међутим, Пјер Белон (1517–1575) и Г. Ронделе (1507–1566) су упорно убеђивали да су сисари. Тврдили су да животиње имају плућа и материцу, баш као и сисари. Све до 1758. године, када је шведски ботаничар Карл Лине (1707–1778) објавио десето издање Система Натурае, на њих се гледало као на сисаре.
Тек неколико деценија касније, француски зоолог и палеонтолог барон Жорж Кивје (1769–1832) описао је животиње као сисаре без икаквих задњих ногу. Скелети су састављени и изложени у првим природњачким музејима, а пажљивији поглед и поређење са другим изумрлим животињским фосилима навели су зоологе да закључе да китови потичу из породице древних копнених сисара.
Између 16. и 20. века, велики део наших информација о китовима долази од китоловаца. Китоловци су били највише упознати са животињама, али њихове информације су се односиле на миграционе руте и спољашњу анатомију, и само мало информација о понашању. Током 1960-их, људи су почели интензивно да проучавају животиње, често у наменским истраживачким институтима. Институт Тетис из Милана, основан 1986. године, сачинио је опсежну кетологију Медитерана. Ово је произашло из забринутости због дивљих популација, као и због хватања већих животиња као што је орка, и због стицања популарности емисија о делфинима у морским парковима.

## Проучавање китова
Проучавање китова представља бројне изазове. Китови проводе само 10% свог времена на површини, а све што раде на површини је дисање. На површини се види врло мало од њиховог понашања. Такође је немогуће пронаћи било какве знаке да је животиња била у неком подручју. Китови не остављају трагове које се могу пратити. Међутим, балега китова често плута и може се сакупљати како би се откриле важне информације о њиховој исхрани и о улози коју имају у животној средини. Кетологија се састоји од чекања и пажње.
Кетолози користе опрему укључујући хидрофоне за слушање позива животиња које комуницирају, двогледе и друге оптичке уређаје за скенирање хоризонта, камере, белешке и неколико других уређаја и алата.
Алтернативни метод проучавања китова је испитивање лешева које таласи избаце на обалу. Ако се правилно сакупљају и чувају, ови лешеви могу пружити важне информације које је тешко добити у теренским студијама.

## Идентификација јединки
Последњих деценија, методе идентификације појединачних китова омогућиле су тачно пребројавање популације и увид у животне циклусе и друштвене структуре различитих врста.
Један такав успешан систем је фото-идентификација. Овај систем је популаризовао Мајкл Биг, пионир модерних истраживања орки (китова убица). Средином 1970-их, Биг и Грем Елис су фотографисали локалне орке у морима Британске Колумбије. Након што су прегледали фотографије, схватили су да могу препознати одређене појединачне китове гледајући облик и стање леђне пераје, као и облик седла. Оне су јединствене као људски отисак прста; ниједна животиња није по изгледу баш као друга. Након што су могли да препознају одређене појединце, открили су да животиње путују у стабилним групама које се зову махуне. Истраживачи користе идентификацију фотографијама да идентификују одређене појединце и махуне.
Фотографски систем је такође добро функционисао у студијама грбавих китова. Истраживачи користе боју прсних пераја и боју и ожиљке метиља да идентификују појединце. Ожиљци од напада орка пронађени на метиљима грбавих китова се такође користе у идентификацији.